# Syracuse Nationals 1960-1961
La stagione 1960-61 dei Syracuse Nationals fu la 12ª nella NBA per la franchigia.
I Syracuse Nationals arrivarono terzi nella Eastern Division con un record di 38-41. Nei play-off vinsero la semifinale di division con i Philadelphia Warriors (3-0), perdendo poi la finale di division con i Boston Celtics (4-1).

## Roster
| N° | Naz.                   | Ruolo | Sportivo       | Anno | Alt. | Peso |
| -- | ---------------------- | ----- | -------------- | ---- | ---- | ---- |
| 3  | Stati Uniti (bandiera) | GA    | Ernie Beck     | 1931 | 193  | 86   |
| 3  | Stati Uniti (bandiera) | A     | Cal Ramsey     | 1937 | 193  | 91   |
| 4  | Stati Uniti (bandiera) | AC    | Dolph Schayes  | 1928 | 201  | 88   |
| 5  | Stati Uniti (bandiera) | GA    | Dick Barnett   | 1936 | 193  | 86   |
| 10 | Stati Uniti (bandiera) | AC    | Red Kerr       | 1932 | 206  | 104  |
| 11 | Stati Uniti (bandiera) | C     | Swede Halbrook | 1933 | 221  | 107  |
| 12 | Stati Uniti (bandiera) | A     | Joe Roberts    | 1936 | 198  | 97   |
| 15 | Stati Uniti (bandiera) | GA    | Hal Greer      | 1936 | 188  | 79   |
| 20 | Stati Uniti (bandiera) | A     | Dave Gambee    | 1937 | 198  | 98   |
| 21 | Stati Uniti (bandiera) | G     | Larry Costello | 1931 | 185  | 84   |
| 23 | Stati Uniti (bandiera) | A     | Barney Cable   | 1935 | 201  | 79   |
| 24 | Stati Uniti (bandiera) | G     | Al Bianchi     | 1932 | 191  | 84   |

## Staff tecnico
- Allenatore: Alex Hannum